# Ray Collins (Musiker)
Ray Collins (* 19. November 1936; † 24. Dezember 2012) war ein US-amerikanischer Sänger, der durch seine Arbeit mit The Mothers of Invention bekannt wurde.

## Leben
Ray Collins wuchs in Pomona, Kalifornien, als Sohn eines Polizeibeamten auf. Er verließ die Highschool, um seine schwangere Freundin zu heiraten. Er begann seine musikalische Karriere als Sänger in Doo-Wop-Gruppen im Raum Los Angeles, etwa den Little Julian Herrera & the Tigers, in den späten 1950er und frühen 1960er Jahren. Mit Frank Zappa schrieb Collins für die Band The Penguins den Song Memories of El Monte.
1964 gründete er mit dem Schlagzeuger Jimmy Carl Black, dem Bassisten Roy Estrada und Frank Zappa die Gruppe The Soul Giants, die unter Zappas Leitung in die Mothers of Invention überging. Ray Collins war der Leadsänger auf den frühen Mothers of Invention Alben wie Freak Out!, Absolutely Free und Cruising with Ruben & the Jets. Er trug auch zu anderen Zappa-Projekten bis zur Mitte der 1970er Jahre bei.
Collins lebte bis zu seinem Tod im Alter von 76 Jahren in Claremont (Kalifornien). 1992 legte er unter eigenem Namen die Compact Cassette Love Songs vor.

## Diskografie

### Mit The Mothers Of Invention
- 1966: Freak Out!
- 1967: Absolutely Free
- 1968: Cruising with Ruben & the Jets
- 1969: Mothermania
- 1969: Uncle Meat
- 1970: Burnt Weeny Sandwich
- 1970: Weasels Ripped My Flesh

### Mit Frank Zappa
- 1974: Apostrophe (’)
- 1991: Tis Reason To Be Jelly
- 1992: You Can't Do That On Stage Anymore Vol. 5
- 1996: Lost Episodes
- 1998: Mystery Disc
- 2004: Joe's Corsage
- 2005: Joe's X'Masage
- 2006: The MOFO Project/Object

### Mit Geronimo Black
- 1980: Welcome Back

### Mit The Grandmothers
- 1982: Lookin' Up Granny's Dress
- 1993:  A Mother Of Anthology

### Solo
- 1992: Love Songs

### Mit Fraternity Of Man
- 1995: X

### Mit Jimmy Carl Black
- 2010: Where's My Waitress?

### Sonstiges
- 2010: Paul Buff Presents The Pal And Original Sound Studio Archives, Vol.1
- 2011: Paul Buff Presents The Pal And Original Sound Studio Archives: The Collection
- 2012: Paul Buff Presents Highlights From The Pal And Original Sound Studio Archives